# Colpo
Colpo (bret. Kolpoù) – miejscowość i gmina we Francji, w regionie Bretania, w departamencie Morbihan.
Według danych na rok 1990 gminę zamieszkiwało 1659 osób, a gęstość zaludnienia wynosiła 63 osoby/km² (wśród 1269 gmin Bretanii Colpo plasuje się na 380. miejscu pod względem liczby ludności, natomiast pod względem powierzchni na miejscu 345.).